# یک نمایش قدرت
یک نمایش قدرت (انگلیسی: A Show of Force) فیلمی در ژانر درام به کارگردانی برونو بارتو است که در سال ۱۹۹۰ منتشر شد. از بازیگران آن می‌توان به ایمی ایروینگ، اندی گارسیا، لو دایموند فیلیپس، رابرت دووال، و اریک استرادا اشاره کرد.